# Jean Peters
Elizabeth Jean Peters (* 15. Oktober 1926 in Canton, Ohio; † 13. Oktober 2000 in Carlsbad, Kalifornien) war eine US-amerikanische Schauspielerin. Sie schätzte insbesondere eher unscheinbare und natürlich wirkende Frauenfiguren, die aber zugleich Stärke zeigen konnten. Zu ihren heute bekanntesten Filmen zählen die 1953 gedrehten Thriller Polizei greift ein und Niagara.

## Leben und Karriere
Jean Peters war die Tochter von Elizabeth und Gerald Peters. Sie wuchs auf einer kleinen Farm in Canton auf und besuchte die dortige High School. Sie ging aufs College an der Universität von Michigan und später auf die Ohio State University, wo sie ein Pädagogik-Studium begann. Das Studium, das von ihrer Filmkarriere unterbrochen wurde, beendete sie später.
Im Jahr 1946 gewann sie bei einem Schönheitswettbewerb Probeaufnahmen bei 20th Century Fox in Hollywood; diese Einladung nutzte sie, um in der Filmwelt Fuß zu fassen. Bereits ein Jahr später gab sie an der Seite von Tyrone Power ihr Leinwanddebüt in Der Hauptmann von Kastilien direkt in der weiblichen Hauptrolle. Anfang der 1950er Jahre wirkte sie in einigen Filmen unter der Regie namhafter Regisseure mit. In Viva Zapata! von Elia Kazan war sie 1952 Filmpartnerin von Marlon Brando. Im Jahr darauf trat sie neben Marilyn Monroe und Joseph Cotten in dem Thriller Niagara als patente Frischvermählte auf, die einem Mordkomplott auf die Spur kommt.
Wie in Niagara verkörperte Peters auch in vielen anderen Filmen die freundliche junge „Frau von nebenan“, die aber kämpferisch und unabhängig sein konnte, wenn es darauf ankam. Regisseure und Publikum schätzten Peters für ihre Natürlichkeit; auch im Privatleben war sie ohne Make-up unterwegs, ignorierte das Nachtleben Hollywoods und lebte in einem kleinen Bungalow, alles Seltenheiten für Filmstars im damaligen Hollywood.
1953 agierte sie in einer für sie ungewohnten Rolle in dem Film-noir-Klassiker Polizei greift ein (Pickup On South Street) von Samuel Fuller, in dem sie die Prostituierte Candy spielte, die unwissentlich mit einer Gruppe Kommunisten (in der deutschen Synchronfassung Rauschgifthändler) zusammenarbeitet. Die Presse sah in Peters daraufhin ein neues Sexsymbol, wogegen sie sich aber sträubte, da dies nur Probleme mit sich bringe. Eine heitere Rolle spielte sie 1954 in der romantischen Komödie Drei Münzen im Brunnen an der Seite von Clifton Webb, Dorothy McGuire und Louis Jourdan. Im selben Jahr spielte sie außerdem in den Western Massai neben Burt Lancaster und Die gebrochene Lanze an der Seite von Spencer Tracy und Robert Wagner. Ihr letzter Kinofilm wurde das Drama Ein Mann namens Peter, in dem sie die Ehefrau eines von Richard Todd verkörperten Geistlichen darstellte. Bei ihrem Rückzug aus dem Kinogeschäft war Jean Peters nicht einmal 30 Jahre alt.
Nach einer kurzen Ehe mit einem Ölunternehmer aus Texas heiratete Peters 1957 den Milliardär Howard Hughes, mit dem sie bereits einige Jahre zuvor liiert war. Aufgrund ihrer Heirat mit Hughes zog sie sich aus dem Filmgeschäft zurück. Das Zusammenleben mit Hughes, der für seine Exzentrik berühmt war und sein Umfeld kontrollierte, gestaltete sich allerdings schwierig und in den 1960er-Jahren lebten sie sich zunehmend auseinander. 1971 ließen sie sich scheiden, Peters wurden 70.000 US-Dollar im Jahr zugesprochen. Zeit ihres Lebens hat Peters nie, trotz einiger lukrativer Anfragen, Einzelheiten ihrer Ehe mit Hughes preisgegeben.
Nach ihrer Scheidung von Hughes stand Peters vereinzelt wieder für Fernsehproduktionen vor der Kamera. Ihre erste Rolle nach 18 Jahren hatte sie 1973 in Winesburg, Ohio, einer Fernsehverfilmung von Sherwood Andersons gleichnamigem Roman. Es folgten weitere Fernsehrollen, die letzte 1988 in einer Folge von Mord ist ihr Hobby. Jean Peters starb im Jahr 2000 an Leukämie, zwei Tage vor ihrem 74. Geburtstag. Sie wurde auf dem Friedhof „Holy Cross Cemetery“ in Culver City beigesetzt.

## Filmografie
- 1947: Der Hauptmann von Kastilien (Captain from Castile)
- 1948: Deep Waters
- 1949: It Happens Every Spring
- 1950: Love That Brute – Regie: Alexander Hall
- 1951: As Young as You Feel
- 1951: Take Care of My Little Girl – Regie: Jean Negulesco
- 1951: Die Piratenkönigin (Anne of the Indies)
- 1952: Viva Zapata!
- 1952: Wait Till the Sun Shines Nelly – Regie: Henry King
- 1952: Lockruf der Wildnis (Lure of the Wilderness)
- 1952: Fünf Perlen (O. Henry’s Full House)
- 1953: Niagara
- 1953: Polizei greift ein (Pickup on South Street)
- 1953: A Blueprint for Murder – Regie: Andrew L. Stone
- 1953: Vicki – Regie: Harry Horner
- 1954: Drei Münzen im Brunnen (Three Coins in the Fountain)
- 1954: Massai (Apache)
- 1954: Die gebrochene Lanze (Broken Lance)
- 1955: Ein Mann namens Peter (A Man Called Peter)
- 1973: Winesburg, Ohio (Fernsehfilm) – Regie: Ralph Senensky
- 1976: Die Bankiers (Arthur Hailey’s the Moneychangers; Fernseh-Miniserie, 3 Folgen)
- 1981: Peter and Paul (Fernsehfilm) – Regie: Robert Day
- 1988: Mord ist ihr Hobby (Murder, She Wrote; Fernsehserie, Folge Wearing of the Green)